# Simonow Hukk
Der Simonow Hukk ist eine Landspitze der antarktischen Peter-I.-Insel. Sie liegt an der Mündung des Simonovbreen.
Die Benennung geht vorgeblich auf russische Wissenschaftler zurück.